# 翁巴河
翁巴河（Umba River）是坦桑尼亞的河流，位於該國東北部坦噶區，發源自烏桑巴拉山脈海拔高度2,000米處，进入肯尼亞邊境后在隆加隆加注入印度洋，流域面積7,130平方公里。